# Sybra pluriguttata
Sybra pluriguttata är en skalbaggsart som beskrevs av Stefan von Breuning 1942. Sybra pluriguttata ingår i släktet Sybra och familjen långhorningar.
Artens utbredningsområde är Sarawak. Inga underarter finns listade i Catalogue of Life.